# Dieter Ramusch
Dieter „Didi“ Ramusch (* 31. Oktober 1969 in Traundorf bei Globasnitz) ist ein ehemaliger österreichischer Fußballspieler. Er beendete seine aktive Fußballerkarriere in der Saison 2004/05 beim Grazer AK, wo er zum Großteil als Abwehrspieler auf der rechten Außenbahn, aber auch als Mittelfeldspieler eingesetzt wurde.

## Karriere
Didi Ramusch begann seine Karriere in Kärnten beim Fußballklub aus St. Michael/Bleiburg, ehe er 1987 zum SK Austria Klagenfurt wechselte. Im Laufe der zwei Spielzeiten 1987/88 sowie 1988/89, in denen er bei den Kärntnern war, erzielte er in 38 gespielten Matches drei Treffer. Im Jahr 1989 transferierte der gebürtige Unterkärntner nach Niederösterreich zum VSE St. Pölten, bei dem er 155 Spiele absolvierte und dabei 21 Mal ins Tor traf. Den St. Pöltnern blieb er von 1989 bis 1994 treu, ehe er für eine Saison nach Linz zum dortigen LASK wechselte. Für die Schwarz-Weißen aus Linz erzielte er in der Saison 1994/95 in 32 absolvierten Partien sechs Treffer.

### Die Zeit beim GAK
Im Jahr 1995 kam für Ramusch der ganz große Wechsel, als er nach Graz zum Grazer AK transferierte, für den er bis 2005 unter Vertrag stand und in insgesamt 288 Spielen 27 Tore erzielte. In der Saison 2003/04 feierte der Routinier seinen 500. Bundesligaeinsatz und konnte noch im selben Jahr den Meistertitel und den Cupsieg mit dem GAK erringen. Ramusch war einer der Leistungsträger der Rotjacken und vor allem durch seine Schnelligkeit ein wichtiger Spieler auf der rechten Außenbahn, wie auch im Mittelfeld. In der Saison 2004/05 beendete er seine aktive Karriere als Fußballer.
Insgesamt absolvierte Didi Ramusch 514 Bundesligaspiele und erzielte dabei 57 Tore.

### Nationalmannschaft
Sein Debüt im österreichischen Nationalteam feierte Ramusch am 29. März 1995, als er beim 5:0-Sieg Österreichs über Lettland in der 46. Spielminute für Andreas Ogris ins Spiel kam. Insgesamt stand er zehn Spiele im rot-weiß-roten Nationaldress. Am 16. August 1995, seinem vierten Nationalteam-Einsatz, erzielte er bei der 2:3-Niederlage Österreichs im Europameisterschafts-Qualifikationsmatch in Riga gegen Lettland, in der 76. Minute, nur zwölf Minuten nach seiner Einwechslung, mit dem zwischenzeitlichen Ausgleich zum 2:2 seinen ersten und auch einzigen Treffer für Österreich.

## Privat
Dieter „Didi“ Ramusch ist mit Birgit verheiratet, hat eine Tochter und lebt in St. Pölten.

## Erfolge
- 1× Meister mit dem Grazer AK: 2004
- 2× Vizemeister mit dem Grazer AK: 2003, 2005
- 2× Supercupsieger mit dem Grazer AK: 2000, 2002
- 3× Cupsieger mit dem Grazer AK: 2000, 2002, 2004